# Ủy ban Đối ngoại Thượng viện Hoa Kỳ
Ủy ban Đối ngoại Thượng viện Hoa Kỳ (tiếng Anh: United States Senate Committee on Foreign Relations) là một ủy ban thường trực của Thượng viện Hoa Kỳ chịu trách nhiệm hàng đầu về lập pháp và tranh luận về chính sách đối ngoại tại Thượng viện. Nó thường chịu trách nhiệm giám sát và tài trợ cho các chương trình viện trợ nước ngoài; tài trợ cho việc bán vũ khí và đào tạo cho các đồng minh quốc gia; và tổ chức các phiên điều trần xác nhận cho các vị trí cấp cao trong Bộ Ngoại giao.  Ủy ban tương ứng của nó tại Hạ viện là Ủy ban Ngoại giao Hạ viện.
Cùng với các Ủy ban Tài chính và Tư pháp, Ủy ban Đối ngoại là một trong những ủy ban lâu đời nhất tại Thượng viện, nó được thành lập cùng với các ủy ban đầu tiên vào năm 1816. Nó đã đóng một vai trò hàng đầu trong một số hiệp ước quan trọng và các sáng kiến chính sách đối ngoại, bao gồm việc mua Alaska, thành lập Liên Hợp Quốc và thông qua Kế hoạch Marshall.  Tám tổng thống Hoa Kỳ từng tham gia Ủy ban - Andrew Jackson, James Buchanan, Andrew Johnson, Benjamin Harrison, Warren Harding, John F. Kennedy, Barack Obama và Joe Biden — và 19 Ngoại trưởng. Các thành viên đáng chú ý bao gồm Arthur Vandenberg, Henry Cabot Lodge và William Fulbright.
Do có lịch sử lâu đời, ảnh hưởng trong chính sách đối ngoại của Hoa Kỳ, quyền tài phán đối với tất cả các đề cử ngoại giao, và là ủy ban duy nhất của Thượng viện để cân nhắc và báo cáo các hiệp ước, Ủy ban Đối ngoại được coi là một trong những ủy ban quyền lực và uy tín nhất tại Thượng viện.

## Thành viên của ủy ban trongQuốc hội khóa 117
| Đa số | Thiểu số |
| --- | --- |
| - Bob Menendez, New Jersey, Chủ tịch - Ben Cardin, Maryland - Jeanne Shaheen, New Hampshire - Chris Coons, Delaware - Chris Murphy, Connecticut - Tim Kaine, Virginia - Ed Markey, Massachusetts - Jeff Merkley, Oregon - Cory Booker, New Jersey - Brian Schatz, Hawaii - Chris Van Hollen, Maryland | - Jim Risch, Idaho, Thành viên Xếp hạng - Marco Rubio, Florida - Ron Johnson, Wisconsin - Mitt Romney, Utah - Rob Portman, Ohio - Rand Paul, Kentucky - Todd Young, Indiana - Ted Cruz, Texas - John Barrasso, Wyoming - Mike Rounds, Nam Dakota - Bill Hagerty, Tennessee |

## Chủ tịch Ủy ban

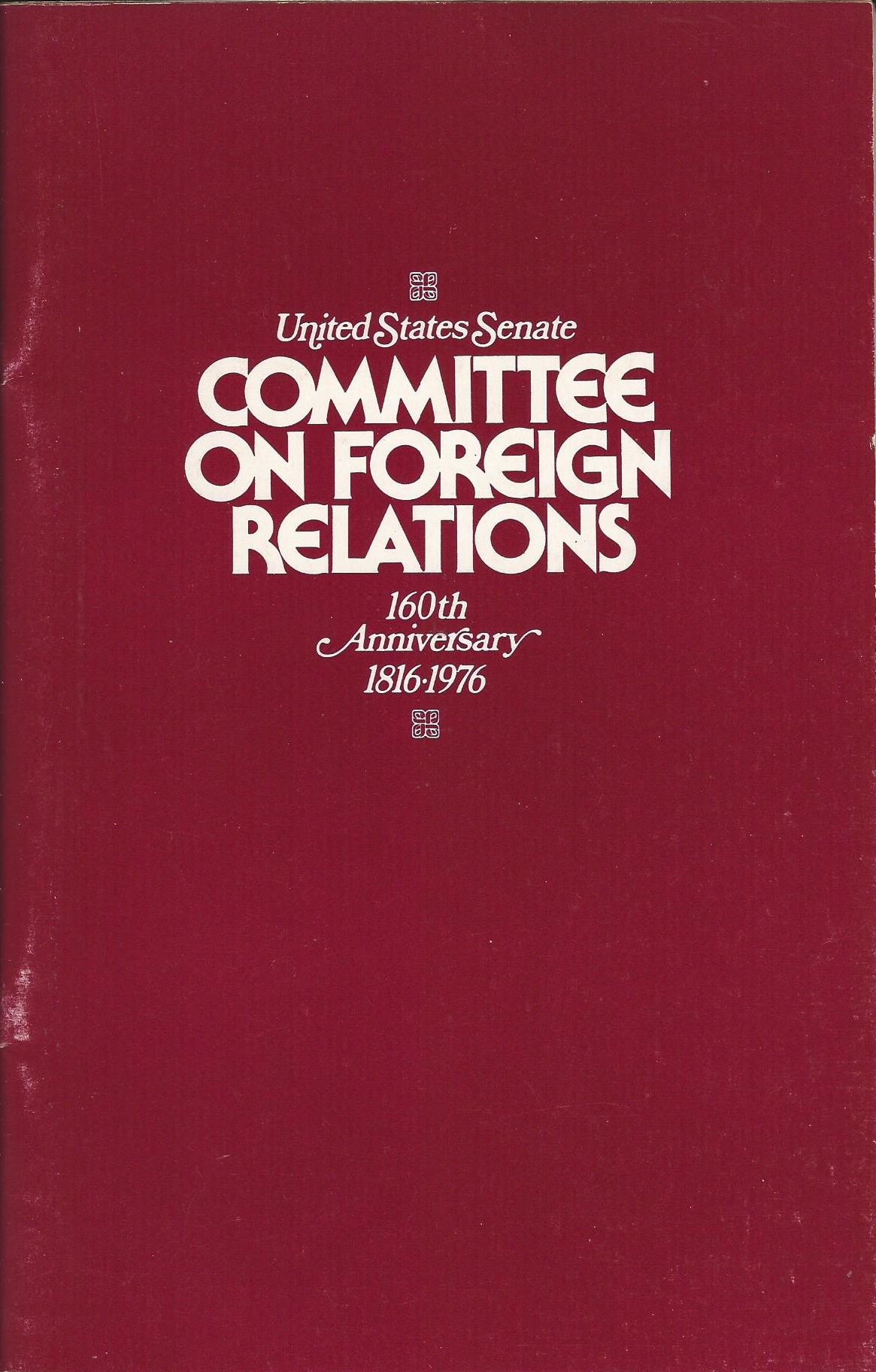
Ấn phẩm năm 1976 kỷ niệm 160 năm thành lập Ủy ban Đối ngoại Thượng viện

| Chủ tịch             | Đảng             | Tiểu bang      | Nhiệm kỳ  |
| -------------------- | ---------------- | -------------- | --------- |
| James Barbour        | Dân chủ Cộng hòa | Virginia       | 1816–1818 |
| Nathaniel Macon      | Dân chủ Cộng hòa | North Carolina | 1818–1819 |
| James Brown          | Dân chủ Cộng hòa | Louisiana      | 1819–1820 |
| James Barbour        | Dân chủ Cộng hòa | Virginia       | 1820–1821 |
| Rufus King           | Liên bang        | New York       | 1821–1822 |
| James Barbour        | Dân chủ Cộng hòa | Virginia       | 1822–1825 |
| Nathaniel Macon      | Dân chủ Cộng hòa | North Carolina | 1825–1826 |
| Nathan Sanford       | Dân chủ Cộng hòa | New York       | 1826–1827 |
| Nathaniel Macon      | Dân chủ Cộng hòa | North Carolina | 1827–1828 |
| Littleton Tazewell   | Dân chủ          | Virginia       | 1828–1832 |
| John Forsyth         | Dân chủ          | Georgia        | 1832–1833 |
| William Wilkins      | Dân chủ          | Pennsylvania   | 1833–1834 |
| Henry Clay           | Whig             | Kentucky       | 1834–1836 |
| James Buchanan       | Dân chủ          | Pennsylvania   | 1836–1841 |
| William C. Rives     | Whig             | Virginia       | 1841–1842 |
| William S. Archer    | Whig             | Virginia       | 1842–1845 |
| William Allen        | Dân chủ          | Ohio           | 1845–1846 |
| Ambrose H. Sevier    | Dân chủ          | Arkansas       | 1846–1848 |
| Edward A. Hannegan   | Dân chủ          | Indiana        | 1848–1849 |
| Thomas Hart Benton   | Dân chủ          | Missouri       | 1849      |
| William R. King      | Dân chủ          | Alabama        | 1849–1850 |
| Henry S. Foote       | Dân chủ          | Mississippi    | 1850–1851 |
| James M. Mason       | Dân chủ          | Virginia       | 1851–1861 |
| Charles Sumner       | Cộng hòa         | Massachusetts  | 1861–1871 |
| Simon Cameron        | Cộng hòa         | Pennsylvania   | 1871–1877 |
| Hannibal Hamlin      | Cộng hòa         | Maine          | 1877–1879 |
| William W. Eaton     | Dân chủ          | Connecticut    | 1879–1881 |
| Ambrose Burnside     | Cộng hòa         | Rhode Island   | 1881      |
| George F. Edmunds    | Cộng hòa         | Vermont        | 1881      |
| William Windom       | Cộng hòa         | Minnesota      | 1881–1883 |
| John F. Miller       | Cộng hòa         | California     | 1883–1886 |
| John Sherman         | Cộng hòa         | Ohio           | 1886–1893 |
| John T. Morgan       | Dân chủ          | Alabama        | 1893–1895 |
| John Sherman         | Cộng hòa         | Ohio           | 1895–1897 |
| William P. Frye      | Cộng hòa         | Maine          | 1897      |
| Cushman Davis        | Cộng hòa         | Minnesota      | 1897–1901 |
| Shelby M. Cullom     | Cộng hòa         | Illinois       | 1901–1911 |
| Augustus O. Bacon    | Dân chủ          | Georgia        | 1913–1914 |
| William J. Stone     | Dân chủ          | Missouri       | 1914–1918 |
| Gilbert M. Hitchcock | Dân chủ          | Nebraska       | 1918–1919 |
| Henry Cabot Lodge    | Cộng hòa         | Massachusetts  | 1919–1924 |
| William E. Borah     | Cộng hòa         | Idaho          | 1924–1933 |
| Key Pittman          | Dân chủ          | Nevada         | 1933–1940 |
| Walter F. George     | Dân chủ          | Georgia        | 1940–1941 |
| Tom Connally         | Dân chủ          | Texas          | 1941–1947 |
| Arthur H. Vandenberg | Cộng hòa         | Michigan       | 1947–1949 |
| Tom Connally         | Dân chủ          | Texas          | 1949–1953 |
| Alexander Wiley      | Cộng hòa         | Wisconsin      | 1953–1955 |
| Walter F. George     | Dân chủ          | Georgia        | 1955–1957 |
| Theodore F. Green    | Dân chủ          | Rhode Island   | 1957–1959 |
| J. William Fulbright | Dân chủ          | Arkansas       | 1959–1975 |
| John J. Sparkman     | Dân chủ          | Alabama        | 1975–1979 |
| Frank Church         | Dân chủ          | Idaho          | 1979–1981 |
| Charles H. Percy     | Cộng hòa         | Illinois       | 1981–1985 |
| Richard Lugar        | Cộng hòa         | Indiana        | 1985–1987 |
| Claiborne Pell       | Dân chủ          | Rhode Island   | 1987–1995 |
| Jesse Helms          | Cộng hòa         | North Carolina | 1995–2001 |
| Joe Biden            | Dân chủ          | elaware        | 2001      |
| Jesse Helms          | Cộng hòa         | North Carolina | 2001      |
| Joe Biden            | Dân chủ          | Delaware       | 2001–2003 |
| Richard Lugar        | Cộng hòa         | Indiana        | 2003–2007 |
| Joe Biden            | Dân chủ          | Delaware       | 2007–2009 |
| John Kerry           | Dân chủ          | Massachusetts  | 2009–2013 |
| Bob Menendez         | Dân chủ          | New Jersey     | 2013–2015 |
| Bob Corker           | Cộng hòa         | Tennessee      | 2015–2019 |
| Jim Risch            | Cộng hòa         | Idaho          | 2019–2021 |
| Bob Menendez         | Dân chủ          | New Jersey     | 2021–nay  |

## Thao khảo
1. ↑  "Committee History & Rules | United States Senate Committee on Foreign Relations". www.foreign.senate.gov.
2. 1 2  "Committee History & Rules | United States Senate Committee on Foreign Relations". www.foreign.senate.gov (bằng tiếng Anh). Truy cập ngày 22 tháng 1 năm 2021.
3. ↑  Publisher, Author removed at request of original (ngày 16 tháng 11 năm 2016), "12.6 Committees", American Government and Politics in the Information Age (bằng tiếng Anh), University of Minnesota Libraries Publishing edition, 2016. This edition adapted from a work originally produced in 2011 by a publisher who has requested that it not receive attribution., Bản gốc lưu trữ ngày 1 tháng 10 năm 2023, truy cập ngày 22 tháng 1 năm 2021 {{Chú thích}}: |first= có tên chung (trợ giúp)